# Łupek ilasty
Łupek ilasty (dawniej Iłołupek) – skała osadowa bardzo drobnoziarnista, o wyraźnej kierunkowości, często laminowana lub warstwowana. Składa się z bardzo drobnych ziaren kwarcu i minerałów ilastych, głównie kaolinitu. Powstaje w wyniku kompakcji i diagenezy iłowców (iłu). Barwa: szara, niebieskoszara, zielonkawoszara, białoszara, żółtawa, żółtobrązowa, czerwona do czarnej, w zależności od różnych domieszek. Charakteryzuje się oddzielnością  międzywarstwową lub złupkowaniem.
W trakcie procesów metamorficznych w warunkach metamorfizmu regionalnego powstają z niego łupki serycytowe lub łupki łyszczykowe, a w warunkach metamorfizmu kontaktowego – łupki plamiste, łupki gruzełkowe lub hornfelsy.

## Występowanie
Łupki ilaste różnego wieku w Polsce występują w Karpatach fliszowych, w Tatrach, w zagłębiu górnośląskim, w Sudetach, na obrzeżeniu Gór Świętokrzyskich oraz w głębokim podłożu Niżu Polskiego.

## Zastosowanie
Łupki ilaste mają zastosowanie w produkcji lekkich bloków budowlanych, papy bitumicznej, środków izolacyjnych i do budowy ulepszonych nawierzchni drogowych.
W przypadku dużej zawartości substancji bitumicznych mogą być przerabiane na produkty naftowe. Jego odmianą jest łupek bitumiczny zawierający bituminy.